# Anaya mesochlora
Anaya mesochlora är en insektsart som först beskrevs av Walker 1851.  Anaya mesochlora ingår i släktet Anaya och familjen Flatidae. Inga underarter finns listade i Catalogue of Life.